# نيل روبرتسون
نيل روبرتسون (بالإنجليزية: Neil Robertson)‏ هو رياضياتي أمريكي، ولد في 30 نوفمبر 1938 في كندا.